# Weißenkirchen (Gemeinde Weißenkirchen im Attergau)
Weißenkirchen im Attergau ist ein kleiner Ort im Attergau des Salzkammerguts in Oberösterreich wie auch Hauptort, Ortschaft und Katastralgemeinde der Gemeinde Weißenkirchen im Attergau im Bezirk Vöcklabruck.

## Geographie
Der Ort befindet sich 20 Kilometer südwestlich von Vöcklabruck und 4 Kilometer südlich von Frankenmarkt.
Er liegt in einer westlichen Seitentalung des Attergaus, der des Sprenzlbachs, auf um die 650 m ü. A. Höhe am Fuß des Lichtenberg (885 m ü. A.), einem Alpenrandgipfel der Mondseer Flyschberge (Salzkammergut-Berge).
Der Ort ist zwar der Gemeindehauptort, ist aber bis heute nur eine kleine Rotte am  Kirchberg mit um die 15 Gebäuden und knapp 30 Einwohnern. Wichtiger ist das unmittelbar angrenzende Dorf Hölleiten unterhalb.
Zur viel umfassenderen Katastralgemeinde Weissenkirchen mit 1.367,8 Hektar  gehört das ganze östliche Gemeindegebiet, von der Stadtgrenze Frankenmarkts bis an den Lichtenberggipfel im Süden, und von der unteren Freudenthaler Ache im Westen bis an die Gemeindegrenze zu Berg südlich des Waldgebiets Die Hoad im Osten.
| Egg (O)                             | Stauf (KG, Gem. Frankenmarkt) Haitigen (O)           |                                               |
| Freudenthal ∗ (KG) Truchtlingen (O) | Kompassrose, die auf Nachbargemeinden zeigt          | Hölleiten (O) Eggenberg (KG, Gem. Berg i. A.) |
|                                     | Lichtenberg (O) Pabing (KG) (beide Gem. Straß i. A.) |                                               |

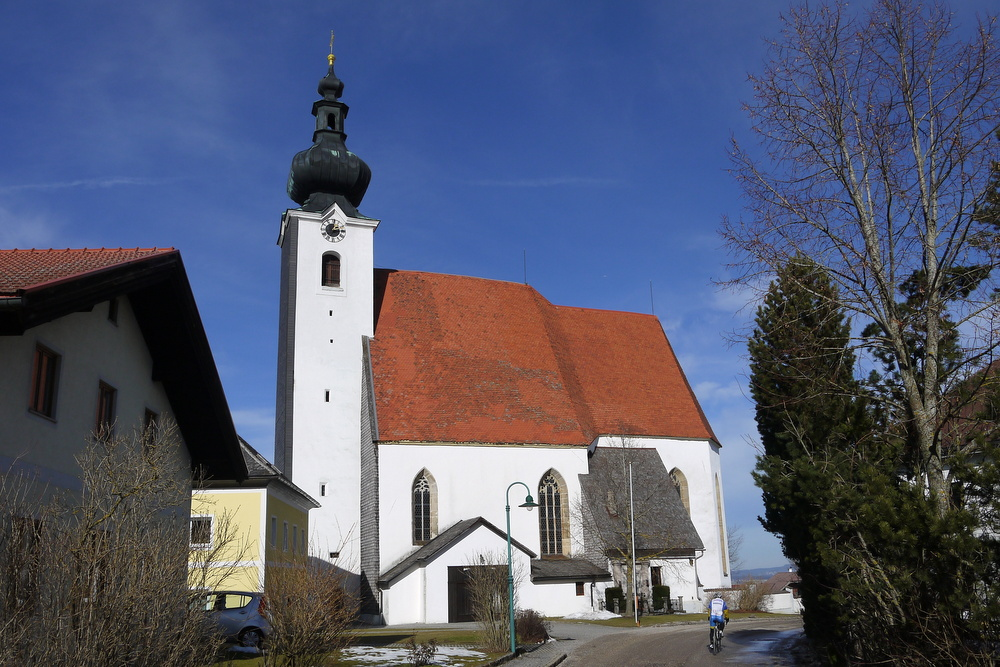
Südseite der Kirche

∗ Dr Ort Freudenthal liegt südöstlich.

## Geschichte und Sehenswürdigkeiten
Die  Ortskirche hieß einst St. Margarethen am Walde. Der erste urkundliche Nachweis eine Kirchenbaues stammt aus einem Ablassbrief für die Pfarre St. Georgen im Attergau von 1299. Erst im 15. Jahrhundert erscheint die heutigen Ortsbezeichnung, die darauf hinweist, dass man eine frühere Holzkirche durch einen Steinbau ersetzte (Chor der neuen gotischen Kirche datiert 1512). Der Ort ist bis heute ein kleiner Kirchweiler geglieben.